# 사지 (후한)
사지(士祗, ? ~ 226년)는 중국 후한 말 ~ 삼국시대의 정치가 사섭(士燮)의 아들이다. 《삼국지연의》에는 등장하지 않는 인물이다.

## 생애
사섭처럼 온후한 성품으로, 과격한 성격의 소유자였던 사휘(士徽)와는 사이가 좋지 않았다.
동생 사휘가 손권(孫權)에 대항하여 반란을 일으키자 이에 가담하였으나 소극적이었다. 사촌 사광(士匡)이 항복할 것을 권하자, 이를 받아들였다. 그리고 동생 사휘와 사간(士幹) 등을 설득하여 모두 항복하도록 하였으나, 다음날 형제들과 함께 여대(呂岱)에게 죽임을 당하였다.

## 사지의 친족관계
사(賜)┳섭(燮)┳흠(廞)

　　　┃　　　┣지(祗)

　　　┃　　　┣휘(徽)

　　　┃　　　┣간(幹)

　　　┃　　　┣송(頌)

　　　┃　　　┣　□

　　　┃　　　┣　□

　　　┃　　　┗　□

　　　┣일(壹)━광(匡)

　　　┣유(黃+有)

　　　┗무(武)